# Брейза, Юзеф
Ю́зеф Бре́йза (пол. Józef Brejza; род. 1936, Цешинский повят) — польский валторнист и музыкальный педагог.

## Биография
Юзеф Брейза получил музыкальное образование в Силезской консерватории города Катовице. Окончив учёбу с отличием в 1957 году, он некоторое время играл в оркестрах филармонии Катовице и Национальном симфоническом оркестре Польского радио. В 1960 году он переехал в Швейцарию, где поступил на работу в Базельский симфонический оркестр. Вскоре он на некоторое время вернулся в Польшу, но с 1962 года продолжил работу в Базеле. В период с 1965 по 1996 год Юзеф Брейза преподавал валторну в Базельской музыкальной академии.
На протяжении своей карьеры Брейза неоднократно выступал в качестве солиста с различными симфоническими оркестрами. Он сделал ряд записей музыкальных произведений для валторны, а также в составе камерных ансамблей. В частности, существует несколько его совместных записей произведений Моцарта, Бетховена и Брамса с Иегуди Менухиным. Совместно с Цюрихским камерным оркестром им была сделана первая запись концерта для валторны Отмара Шёка.

## Награды
- Первая премия на национальном конкурсе исполнителей в Варшаве (1954)
- Первая премия конкурса имени Моцарта в Катовице (1957)
- Серебряная медаль международного конкурса исполнителей в Москве (1957)
- Вторая премия на международном конкурсе исполнителей в Женеве (1960)